# Leporano
Leporano község (comune) Olaszország Puglia régiójában, Taranto megyében.

## Fekvése
Tarantótól északra fekszik, közvetlenül a város határában.

## Története
A legrégebbi régészeti feltárások arra utalnak, hogy a vidéket a már a neolitikumban lakták. A rómaiak idején a településen át vezetett az Aqua Nimphalis vízvezeték, mely Tarentum vízellátását biztosította. A mai községhez tartozik Tarentum első kikötője Saturo, ennek feltárt részeit ma egy régészeti park mutatja be. Nevének eredete vitatott, valószínűleg a leporarium romano-ból ered, ami arra utal, hogy az ókorban a település mellett egy leprás kolónia állt. Első írásos említése azonban csak 736-ból származik. A települést védő várfalak a 13. század második felében épültek meg. Ebből az időből származik a Castello Muscettola is. A település a 19. század elején vált önálló községgé, amikor a Nápolyi Királyságban felszámolták a feudalizmust.

## Népessége
A népesség számának alakulása:

## Főbb látnivalói
Legfőbb nevezetességei a Castello Muscettola valamint a Saturo-őrtorony (a névadó fokon épült fel) és a Pirrone-kikötő.